# Mutnitsa
Mutnitsa (en rus: Мутница) és un poble de la República de Komi, a Rússia, segons el cens del 2010 tenia 229 habitants.